# Erik Lærum
Erik Kristian Schive Lærum (ur. 5 sierpnia 1903 w Oslo, zm. 15 listopada 1985) – duński wojskowy (kapitan), nazistowski publicysta oraz działacz młodzieżowy i polityczny, oficer 11 Ochotniczej Dywizji Grenadierów Pancernych SS „Nordland”, a następnie dowódca 13 kompanii SS-Panzergrenadier-Regiment 24 „Danmark” podczas II wojny światowej.

## Życiorys
Był z pochodzenia Norwegiem. Jego rodzina podróżowała po Skandynawii w poszukiwaniu pracy, osiadając ostatecznie w Danii. W 1924 r. Erik Kristian Schive Lærum wstąpił do armii duńskiej. Początkowo służył w piechocie, ale został przeniesiony do artylerii nadbrzeżnej, awansując w 1927 r. do stopnia sekondløjtnanta. W 1932 r., z powodu włączenia oddziałów artylerii nadbrzeżnej do marynarki wojennej, został oficerem tego rodzaju wojsk. W 1936 r. na swój wniosek przeszedł do lotnictwa morskiego, uzyskując stopień kapitana. W lutym 1940 r. rozpoczął szkolenie na oficera sztabowego, przerwane atakiem wojsk niemieckich na Danię 9 kwietnia tego roku. Kapitan E. K. S. Lærum był zafascynowany rządami nazistów w III Rzeszy i ich postępem wojskowym. Kapitulacja wojsk duńskich mocno go przygnębiła. Uważał, że za to odpowiadają kolejne rządy demokratyczne Danii.
W rezultacie w czerwcu 1940 r. wstąpił do Narodowosocjalistycznej Duńskiej Partii Robotniczej (DNSAP) Fritsa Clausena, podejmując jednocześnie kolaborację z Niemcami. W listopadzie tego roku został członkiem młodzieżowej organizacji NSU podporządkowanej DNSAP. Odbywał liczne podróże po okupowanej Danii, propagując idee nazistowskie wśród młodzieży. Był autorem artykułu na temat wychowania młodzieży w duchu nazistowskim. Przywódca DNSAP F. Clausen zaniepokoił się wzrastającą popularnością E. K. S. Læruma, zwłaszcza że ten wykazywał duże ambicje polityczne. W tej sytuacji E. K. S. Lærum we wrześniu 1941 r. został wydalony z DNSAP. Jesienią tego roku próbował bezskutecznie wstąpić ochotniczo do Luftwaffe. W lutym 1943 r. został przyjęty do Waffen-SS. Przeszedł szkolenie w szkole artylerii w Monachium, po czym skierowano go w stopniu SS-Hauptsturmführera do SS-Panzer Artillerie Regiment 11 w składzie 11 Ochotniczej Dywizji Grenadierów Pancernych SS „Nordland”. Pułk był w większości złożony z Duńczyków. 1 lutego 1944 r. przeszedł do SS-Panzergrenadier-Regiment 24 „Danmark”. 1 czerwca tego roku w stopniu SS-Sturmbannführera objął dowództwo 13 kompanii pułku. Brał udział w jego wszystkich walkach na froncie wschodnim, aż do marca 1945 r., kiedy został ranny. Wysłano go na leczenie do Danii.
Po zakończeniu wojny został aresztowany i uwięziony. 20 listopada 1945 r. po procesie skazano go na karę 4 lat więzienia. 6 marca 1946 r. kara została zwiększona do 8 lat więzienia, jednak wyrokiem sądu najwyższego z 6 maja 1947 r. obniżono ją do 4 lat. 11 kwietnia 1948 r. E. K. S. Lærum wyszedł na wolność.